# Chlorophorus wewalkai
Chlorophorus wewalkai är en skalbaggsart som beskrevs av Holzschuh 1969. Chlorophorus wewalkai ingår i släktet Chlorophorus och familjen långhorningar. Inga underarter finns listade i Catalogue of Life.